# ジャヤージー・ラーオ・シンディア
ジャヤージー・ラーオ・シンディア（Jayaji Rao Scindia, 1835年1月19日 - 1886年6月20日）は、 インド、シンディア家の当主、グワーリヤル藩王国の君主（在位：1843年 - 1886年）。

## 生涯
1835年1月19日、シンディア家の一族ハヌワント・ラーオ・シンディアの息子として生まれた。
1843年2月7日、当主であり藩王ジャンコージー・ラーオ・シンディア2世が死亡し、その妃によってジャヤージー・ラーオが養子として迎え入れられ、当主および藩王となった。
その後、ジャヤージー・ラーオは摂政である養母の下で統治し、1855年1月19日に彼が成人に達するまでそれは続いた。
1857年5月、インド大反乱が勃発すると、ジャヤージー・ラーオはイギリスに味方したが、軍隊は反乱軍に味方してしまった。そのため、1858年6月に居城グワーリヤル城が占拠されると、一時避難しなければならなかった。その後、同月にイギリス軍により城が奪還されると、グワーリヤルに帰還した。
1871年1月1日、ジャヤージー・ラーオはデリー・ダルバールに出席した。このとき、シンディア家に定められた祝砲は19発であったが、21発の祝砲を受けた。
1886年6月20日、ジャヤージー・ラーオは死亡し、息子のマードー・ラーオ・シンディア2世が当主位及び藩王位を継承した。